# 惑星系

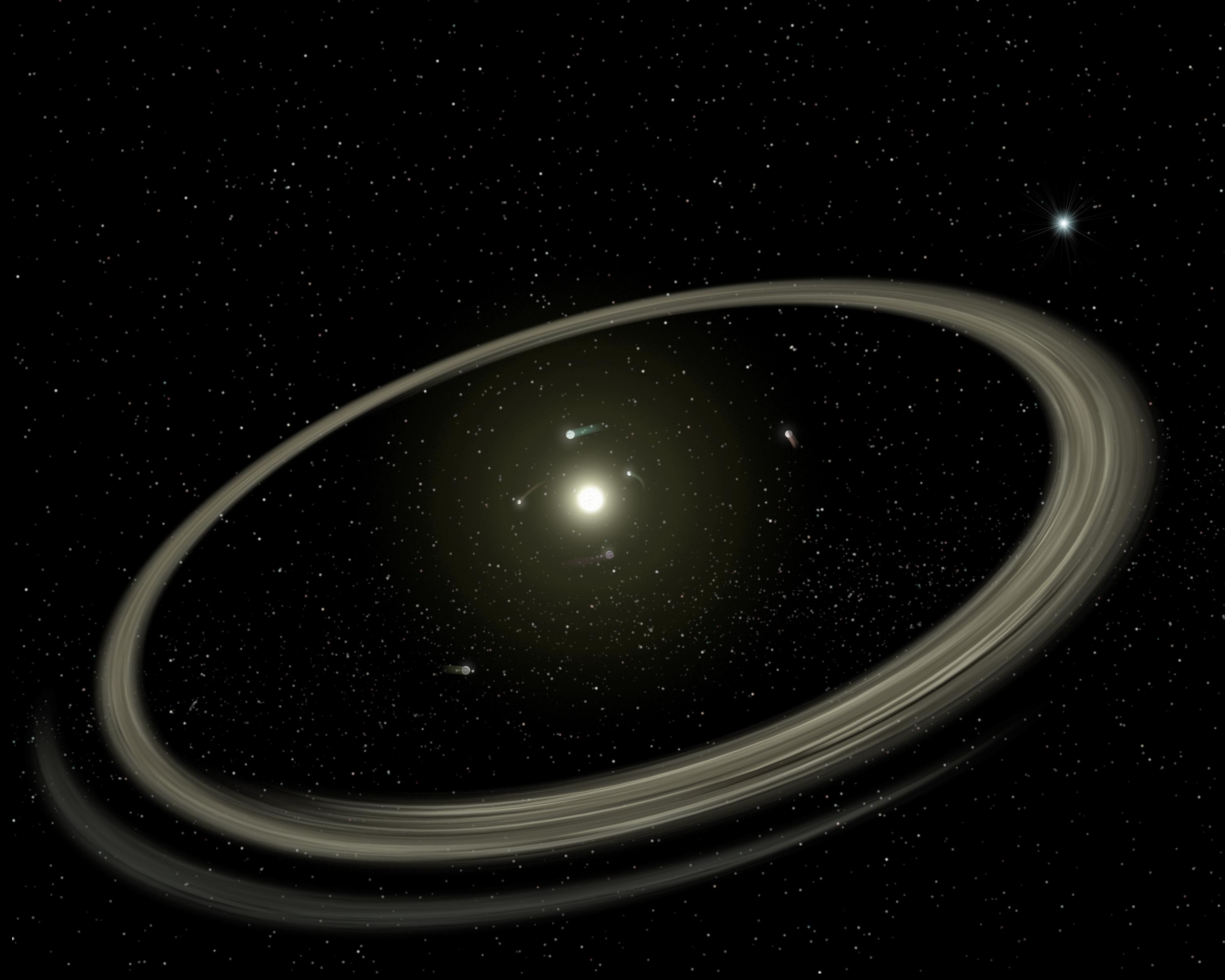
惑星系の想像図。

惑星系（わくせいけい、英語:Planetary system）とは、恒星の重力により結合され、複数の天体が公転している構造である。一般的に惑星が1つ、あるいは複数ある場合を示すが、衛星、小惑星、彗星、塵円盤などを惑星系の要素として含める場合もある。地球がある太陽系も惑星系の一つである。太陽系以外、すなわち太陽系外惑星の惑星系は太陽系外惑星系(Exoplanetary system)と呼ばれることもある。 
2020年3月4日時点で太陽系外惑星は4191個確認されている。太陽系外惑星が公転している恒星は3109個であり、そのうち681個は複数の惑星を持つ太陽系外惑星系であることが分かっている。
宇宙生物学上、液体の水を有するハビタブルゾーンは全ての惑星系にあり、その中に惑星があれば、地球に似た環境になるとされている。

## 歴史

### 地動説の提唱

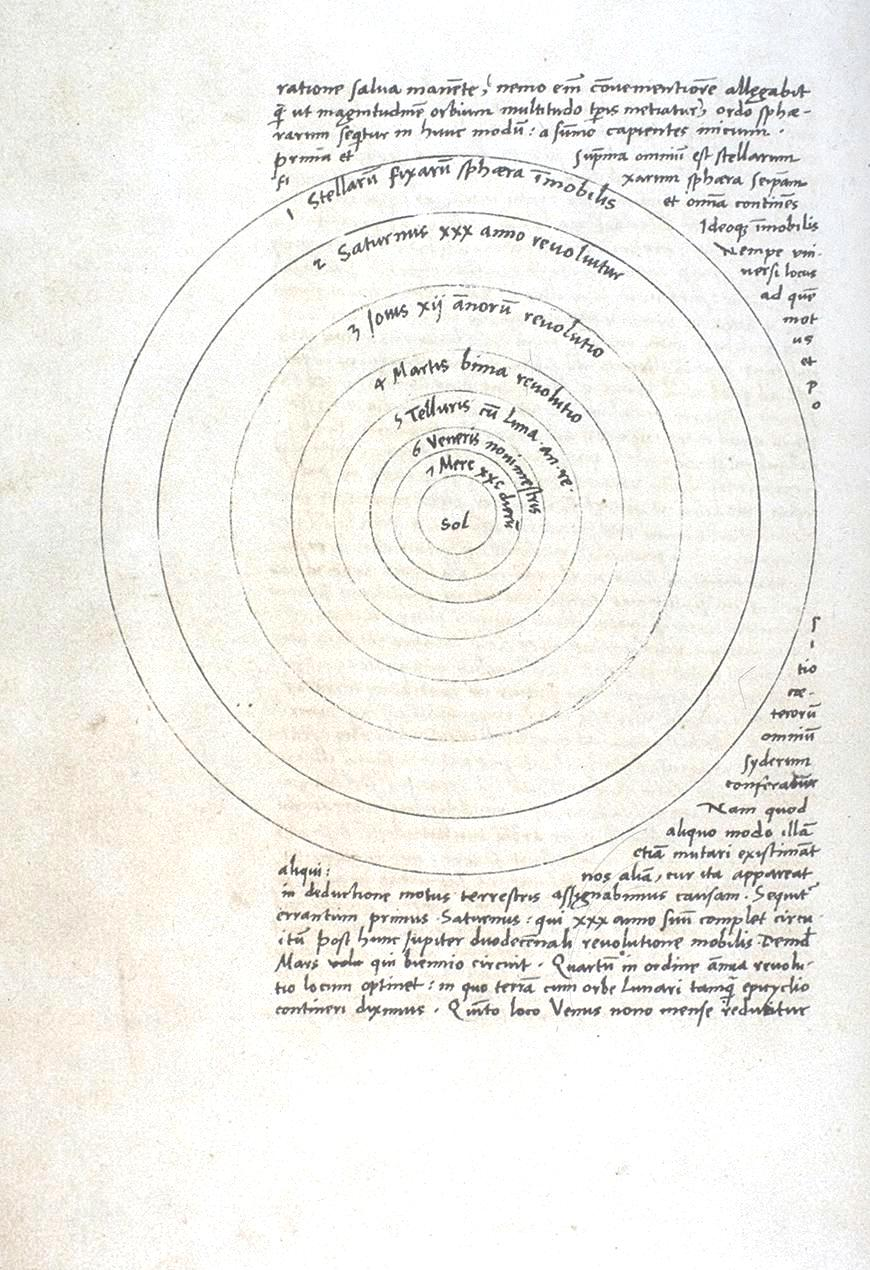
コペルニクスが「天球の回転について」に記した太陽系のモデル。

天文学では、長きに渡って地球が宇宙の中心とする天動説が信じられてきた。しかし、西暦1543年にニコラウス・コペルニクスが、地球が中心ではなく太陽が中心だとする地動説を、天球の回転についてという著書で公表した。当初はなかなか信じられなかったが、その後のガリレオ・ガリレイやヨハネス・ケプラー、アイザック・ニュートンなどの物理学者や天文学者が、地動説が正しいことを示す証拠を発見し、地動説は広く知られるようになった。

### 太陽系外惑星系の提唱
16世紀に、ローマの修道士だったジョルダーノ・ブルーノは、コペルニクスと同様に、地球は太陽の周囲を巡ると考え、さらに他の恒星も太陽と同じように輝き、そこには地球のような惑星が存在するという見解を示した。しかし、この見解はキリスト教の教えに反するという事で批判を呼び、ブルーノは異端者と扱われた。そして、後に火あぶりの刑に処されてしまう。
18世紀のニュートンの著書「自然哲学の数学的諸原理」には、ブルーノのように、惑星系のモデルはどの恒星においても似たモデルになる理論などが記されている。
彼らの理論は証拠が少なく難解であるにもかかわらず、SF作品の題材や地球外知的生命体探査(SETI)の前提にもなっている。

### 太陽系外惑星の発見
太陽系外で初めて惑星が発見されたのは1992年で、PSR B1257+12というパルサーを公転している惑星の存在が報告された。通常の恒星、いわゆる主系列星を公転している惑星は1995年に発見された。この惑星はベレロフォンという愛称で呼ばれており、主星ペガスス座51番星をわずか4日で公転する木星サイズの惑星だった。この惑星の発見にはドップラー分光法が使用され、その後も様々な方法を使用して発見された太陽系外惑星が数々、見つかることとなる。

## 起源と進化

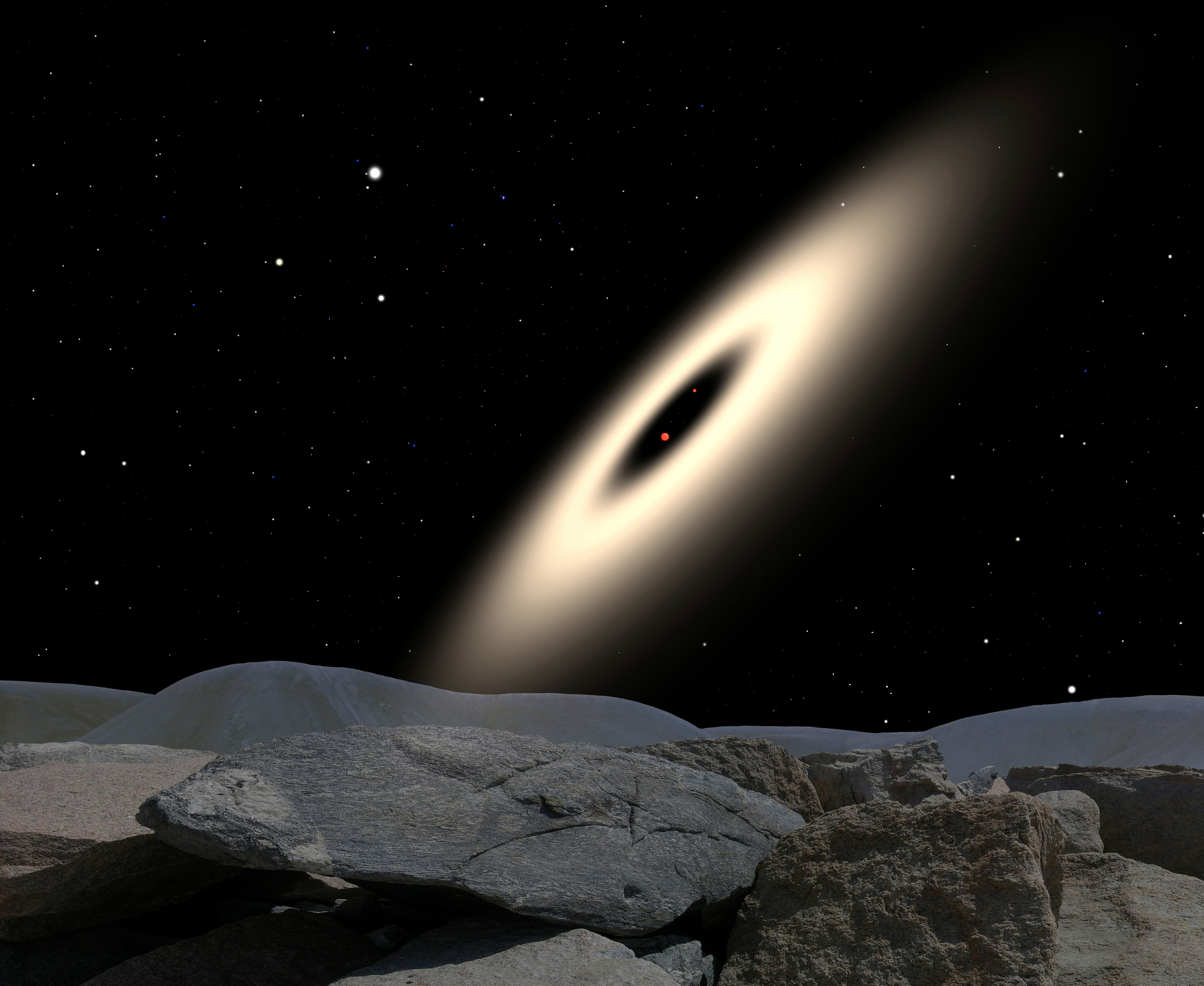
惑星表面から見た原始惑星系円盤の想像図。

惑星系は、主星が誕生する過程の一部として、主星の周りを巡る原始惑星系円盤から誕生する。惑星系の形成途中に、多くの物質が遠方の軌道へと飛び散り、その物質から出来たいくつかの惑星は、惑星系を離脱して、自由浮遊惑星となる場合がある。

### 進化した惑星系

#### 高質量星
超大質量星が超新星爆発を起こし、残骸として残るパルサーと呼ばれる天体にも惑星は見つかっている。しかし、超新星爆発の前から存在していた惑星は、爆発時の高温で蒸発、または衝撃波で粉砕される可能性が高い。また、放出されるガスに押されて、軌道が外側に移動する。そのうえ、主星の質量の大部分がなくなってしまったため、惑星系を離脱し、自由浮遊惑星になる可能性もある。現在、パルサーの周りを公転している惑星は、元からあった惑星が蒸発・粉砕された後に残った残骸で形成されているかもしれない。パルサーが非常に強い重力を持っているため、再び超新星残骸を引き寄せ、円盤を形成し、そこから形成された可能性もある。また、さらに重い恒星が残す天体、ブラックホールでも周囲にガス円盤があれば、惑星を形成出来るかもしれない。

#### 低質量星

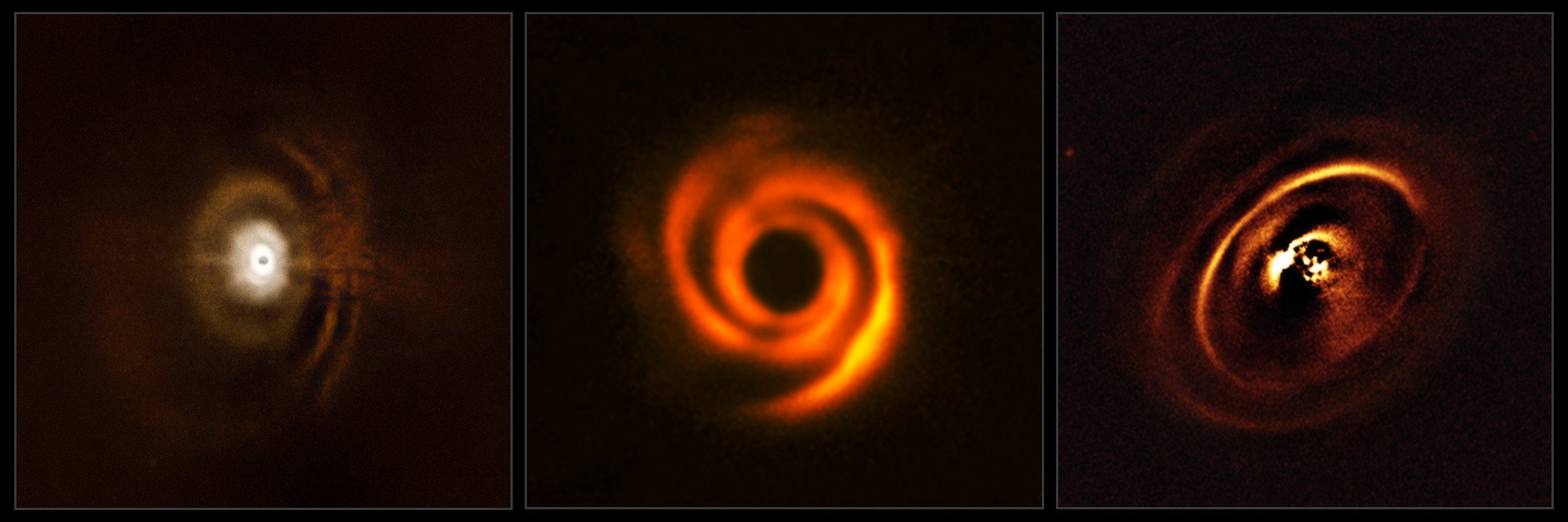
超大型望遠鏡VLTで撮影された原始惑星系円盤。

主星が進化して、赤色巨星となると、漸近巨星分枝とよばれる過程に入り、惑星状星雲を形成し始める。すると、主星の質量が小さくなり、大質量星の時と同様に、惑星の軌道は主星から遠ざかるようになる。
- Planets in evolved binary systems, Hagai B. Perets, 13 Jan 2011
- Can Planets survive Stellar Evolution?, Eva Villaver, Mario Livio, Feb 2007
- The Orbital Evolution of Gas Giant Planets around Giant Stars, Eva Villaver, Mario Livio, 13 Oct 2009
- On the survival of brown dwarfs and planets engulfed by their giant host star, Jean-Claude Passy, Mordecai-Mark Mac Low, Orsola De Marco, 2 Oct 2012
- Foretellings of Ragnarök: World-engulfing Asymptotic Giants and the Inheritance of White Dwarfs, Alexander James Mustill, Eva Villaver, 5 Dec 2012

## 惑星系を成す天体
太陽系は、小型の岩石惑星が公転する内惑星系、大型の巨大ガス惑星が公転している外惑星系から構成されている。しかし、太陽系外惑星系では、全く構造が異なるものがある。理論上では、惑星系の構造は、形成初期の条件に依存するとされている。太陽系外惑星系では、主星に非常に近い軌道を公転している巨大ガス惑星ホット・ジュピターが存在している場合が多い。このような惑星系は、惑星が遠方から移動してきて形成されたという説が唱えられている。現時点で、太陽系のような構造を持った惑星系はほとんど発見されていない。一般的には、地球より大きな岩石惑星スーパーアースが複数公転している惑星系が多く発見されている。

### 構成している天体

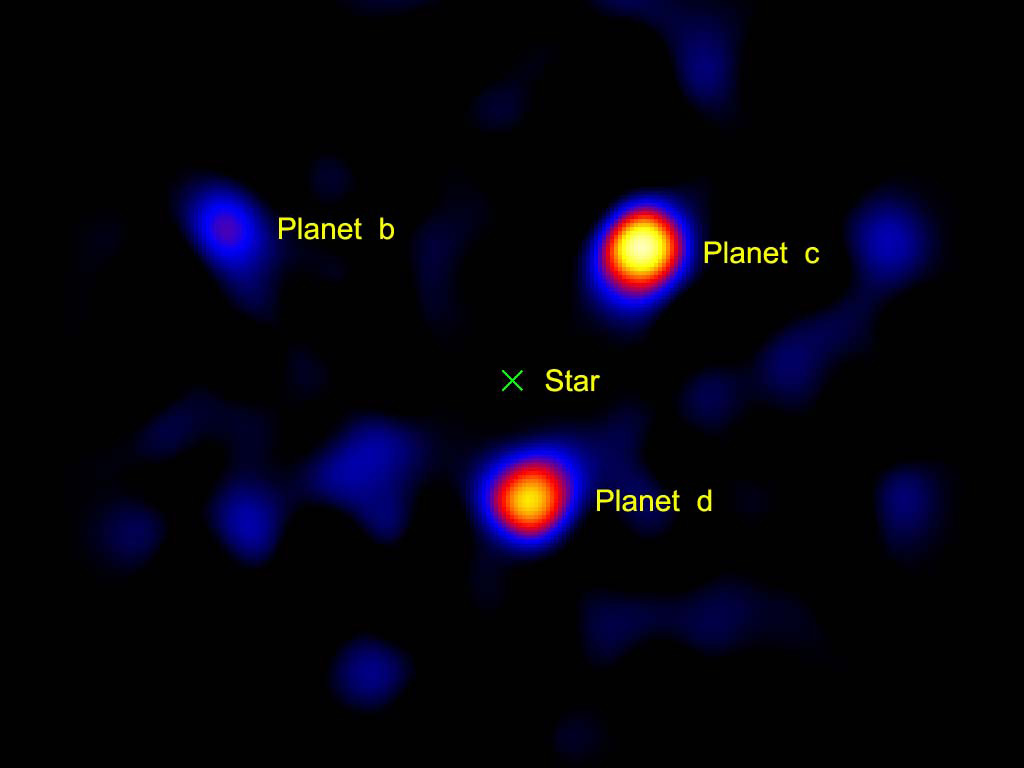
ヘール望遠鏡で撮影された、HR 8799を公転している3つの惑星の画像。恒星はコロナグラフで隠されている。

いくつかの研究では、1個の恒星につき、少なくとも平均で1個は惑星が存在している事が示唆されている。これは、太陽系のように、ほとんどの恒星が惑星を持っている事を意味している。しかし、全ての惑星が発見されている訳ではないので、実際の恒星が惑星を持つ割合は不明である。公転周期の短い太陽系外惑星の発見方法として、ドップラー分光法とトランジット法があり、現在発見されている太陽系外惑星のほとんどは、この2つの手法で発見されている。したがって、最も存在が確認されているのは、先述のホット・ジュピターになる。2005年に行われた調査によると、太陽のような恒星は、1.2%の割合でホット・ジュピターを持つとされ、逆にそれよりも小さなK型主系列星や赤色矮星のほとんどは、ホット・ジュピターのような短周期で公転している惑星を持っていないとされている。この1.2%という数値は、ケプラー宇宙望遠鏡によって発見されたホット・ジュピターを持つ恒星の割合の2倍以上で、ケプラーの観測視野は、恒星の金属量が異なる、天の川の異なる領域をカバーしている可能性がある。さらに、太陽に似た恒星の3%～4.5%は、公転周期が100日以内の大型の惑星を持っていると推定されている。ここでいう「大型の惑星」は質量が地球質量の30倍以上のものを指している。
地球のような小さな惑星は、大型の惑星よりも一般的である事が知られている。また、主星から遠い軌道を公転する惑星は、主星に近い軌道を公転する惑星よりも多数存在していると考えられている。これに基づくと、太陽のような恒星の少なくとも20%は、大型の惑星を1個持っているとされているが、少なくとも40%は、質量が小さい惑星を持つ可能性がある。2012年に行われた研究で、2002年から2007年までに収集された重力マイクロレンズの観測データより、惑星が恒星よりも存在している比率がはるかに高く、銀河系の恒星1個につき、恒星から0.5～10au離れた位置に平均で惑星を1.6個持つ事が推定された。
惑星と恒星の比率がいずれにせよ、太陽系外惑星の数は非常に多数でなければならない。銀河系には、少なくとも2000億個もの恒星があるが、それを考えると銀河系には、数百億～数千億個もの惑星が存在する事になる。

恒星のスペクトル分類。

惑星系の主星として、最も多いのは、太陽に似た恒星である場合である。すなわち、スペクトル分類において、F、G、Kが相当する。その理由として、1つは探査対象によく選ばれる傾向があるからである。さらに、統計学的解析では、さらに小さな赤色矮星などでは、ドップラー分光法によって検出されるほどの大きな惑星が存在する可能性は低いとされている。それにもかかわらず、ケプラー宇宙望遠鏡によるトランジット法で発見された数十個の惑星は、赤色矮星の恒星で発見されている。
スペクトル型がB、Aは、典型的に自転速度が速いため、スペクトルの吸収線が広く、ドップラー分光法による惑星の検出は非常に難しい。しかし、このような恒星は、最終的に低温の赤色巨星になり、この時のドップラー分光法での検出は可能である。実際に、赤色巨星の周りを公転している惑星がいくつか発見されている。
スピッツァー宇宙望遠鏡による観測では、太陽よりもはるかに大きなO型主系列星は、惑星の形成を妨げる光蒸発を生じさせる事が示されている。O型主系列星が超新星爆発を起こすと、たとえ惑星が存在していたとしても、パルサーの時と同様に、蒸発・粉砕されるか、自由浮遊惑星になるとされている。

## 探査
地球型惑星は直径が小さいために暗いので、現在の天体望遠鏡と観測装置の空間分解能・測光精度では直接撮像あるいはトランジット法による発見が困難である。また、地球型惑星は質量が恒星に比べて非常に小さいので、ドップラーシフト法による検出もまだ成果を挙げていない。ただし、巨大地球型惑星（スーパー・アース）と呼ばれる地球質量と比較して数倍程度の惑星が発見されつつある。また2006年末に打ち上げられたCOROTやケプラーを始めとする系外地球型惑星の大気圏外観測計画が進行中であることから、近い将来には発見の可能性が高くなってきた。
太陽は主系列星であり、主系列星は銀河系内のみに限ってもおびただしい数が存在する。したがって、その数多くの主系列星の中に、その周りを惑星が公転している恒星が多数あることが予想される。
惑星と恒星の大きさが同程度であるという惑星系も発見されている。

## 代表的な惑星系
- 太陽系
- PSR 1257+12星系
- PSR B1620-26星系
- アンドロメダ座υ星系
- かに座55番星系
- グリーゼ581星系
- グリーゼ876星系
- ケプラー11星系
- ケプラー20星系
- ケプラー33星系
- ケプラー90星系
- HD 10180星系
- HD 40307星系